# Панамериканский Кубок по волейболу среди женщин
Панамериканский Кубок по волейболу среди женщин — соревнования для женских национальных сборных команд стран Америки, проводимые под эгидой Конфедерации волейбола NORCECA и Южноамериканской конфедерации волейбола (CSV).
Первый розыгрыш Панамериканского Кубка среди женских команд состоялся в 2002 году в Мексике, с тех пор проводится ежегодно. Служил отборочным турниром к розыгрышам Гран-при и Интерконтинентального Кубка («Финала четырёх»). 
С 2003 года соревнования проводятся по следующей схеме: участники (от 8 до 12 команд) разбиваются на 2 группы, из которых по 3 лучшие команды выходят в плей-офф, причём победители групповых турниров сразу становятся полуфиналистами Кубка, а занявшие в группах 2—3-е места проводят четвертьфинальные матчи. В 2013 в системе розыгрыша произошли изменения: 12 команд были разделены на 3 группы, причём два победителя групповых турниров (по лучшим показателям) напрямую вышли в полуфинал плей-офф, а ещё два места в полуфинальной стадии разыграли оставшийся победитель группы и команды, занявшие в группах вторые места. В 2014 году произошёл возврат к прежней системе розыгрыша с двумя группами предварительного этапа. 
Панамериканский Кубок по волейболу среди мужчин разыгрывается с 2006 года.

## Призёры Панамериканского Кубка
| Год  | Место проведения                         | 1-е место                | 2-е место                | 3-е место                |
| ---- | ---------------------------------------- | ------------------------ | ------------------------ | ------------------------ |
| 2002 | Мексика (Тихуана)                        | Куба                     | Доминиканская Республика | Канада                   |
| 2003 | Мексика (Сальтильо, Коауила)             | США                      | Доминиканская Республика | Куба                     |
| 2004 | Мексика (Мехикали, Тихуана)              | Куба                     | США                      | Доминиканская Республика |
| 2005 | Доминиканская Республика (Санто-Доминго) | Куба                     | Доминиканская Республика | Бразилия                 |
| 2006 | Пуэрто-Рико (Сан-Хуан)                   | Бразилия                 | Куба                     | Доминиканская Республика |
| 2007 | Мексика (Колима)                         | Куба                     | Бразилия                 | Доминиканская Республика |
| 2008 | Мексика (Мехикали, Тихуана)              | Доминиканская Республика | Бразилия                 | Аргентина                |
| 2009 | США (Майами)                             | Бразилия                 | Доминиканская Республика | Пуэрто-Рико              |
| 2010 | Мексика (Тихуана, Росарито)              | Доминиканская Республика | Перу                     | США                      |
| 2011 | Мексика (Сьюдад-Хуарес)                  | Бразилия                 | Доминиканская Республика | США                      |
| 2012 | Мексика (Сьюдад-Хуарес)                  | США                      | Бразилия                 | Куба                     |
| 2013 | Перу (Лима, Кальяо, Икитос, Уачо)        | США                      | Доминиканская Республика | Аргентина                |
| 2014 | Мексика (Мехико, Идальго)                | Доминиканская Республика | США                      | Пуэрто-Рико              |
| 2015 | Перу (Лима, Кальяо)                      | США                      | Доминиканская Республика | Аргентина                |
| 2016 | Доминиканская Республика (Санто-Доминго) | Доминиканская Республика | Пуэрто-Рико              | США                      |
| 2017 | Перу (Сан-Висенте-де-Каньете, Лима)      | США                      | Доминиканская Республика | Пуэрто-Рико              |
| 2018 | Доминиканская Республика (Санто-Доминго) | США                      | Доминиканская Республика | Канада                   |
| 2019 | Перу (Трухильо, Чиклайо)                 | США                      | Доминиканская Республика | Колумбия                 |
| 2021 | Доминиканская Республика (Санто-Доминго) | Доминиканская Республика | Мексика                  | США                      |
| 2022 | Мексика (Эрмосильо)                      | Доминиканская Республика | Колумбия                 | США                      |
| 2023 | Пуэрто-Рико (Понсе)                      | Аргентина                | Пуэрто-Рико              | США                      |
| 2024 | Мексика (Леон, Ирапуато)                 | Аргентина                | США                      | Колумбия                 |
| 2025 | Мексика (Колима)                         | Доминиканская Республика | Колумбия                 | Пуэрто-Рико              |

## Таблица медалей
| Место           | Страна                   | Золото | Серебро | Бронза | Всего |
| --------------- | ------------------------ | ------ | ------- | ------ | ----- |
| 1               | Доминиканская Республика | 7      | 10      | 3      | 20    |
| 2               | США                      | 7      | 3       | 6      | 16    |
| 3               | Куба                     | 4      | 1       | 2      | 7     |
| 4               | Бразилия                 | 3      | 3       | 1      | 7     |
| 5               | Аргентина                | 2      | 0       | 3      | 5     |
| 6               | Пуэрто-Рико              | 0      | 2       | 4      | 6     |
| 7               | Колумбия                 | 0      | 2       | 2      | 4     |
| 8               | Мексика                  | 0      | 1       | 0      | 1     |
| 8               | Перу                     | 0      | 1       | 0      | 1     |
| 10              | Канада                   | 0      | 0       | 2      | 2     |
| Всего стран: 10 | Всего стран: 10          | 23     | 23      | 23     | 69    |